# Just a Lil Bit
Just a Lil Bit – trzeci singiel z albumu 50 Centa zatytułowanego The Massacre. Singel został wydany w 2005 roku zdobywając 3. miejsce w USA. 
Akcja teledysku dzieje się na wyspie karaibskiej, gdzie 50 Cent z trzema dziewczynami dokonuje oszustwa.

## Remiksy
Do utworu powstały się dwa remiksy:
- Z R. Kelly i The Game
- Z Fabolous